# Cresta Gastaldi
Cresta Gastaldi – szczyt w Alpach Graickich, części Alp Zachodnich. Leży w północnych Włoszech na granicy regionów Dolina Aosty i Piemont. Należy do Masywu Gran Paradiso. Szczyt można zdobyć ze schronisk Bivacchi Carlo Pol (3183m) Rifugio Gastaldi (2659 m). Od południa szczyt otacza lodowiec Noaschetta, a od północy lodowiec Tribolazione.
Pierwszego wejścia dokonali G.Yeld, William  Coolidge, Christian Junior i R. Almer 12 sierpnia 1888 r.